# Born Again
Born Again är Black Sabbaths elfte studioalbum, utgivet den 12 september 1983. Ian Gillan, tidigare i Deep Purple, står för sånginsatserna, sedan Ronnie James Dio hoppat av efter det föregående albumet Live Evil. Originaltrummisen Bill Ward återvände till bandet för detta album.
Albumet nådde fjärdeplatsen på brittiska albumlistan.
Turnén som följde tros idag vara mest ihågkommen för att ha givit inspiration till filmen Spinal Tap. När Black Sabbath började turnera för detta album använde de sig av dvärgar utklädda till spädbarnet på albumets omslag, och senare av en stor Stonehenge som skulle dyka upp på scen i samband med att låten från albumet med samma namn började spelas. Men den blev för stor för att passa på scenen och den delen avbröts mitt under spelandet. I Spinal Tap är bandet i motsatt situation, eftersom deras Stonehenge är för liten för scenen.

## Låtförteckning
Samtliga låtar är skrivna av Tony Iommi, Ian Gillan, Geezer Butler och Bill Ward, där ej annat anges.
Sida A
1. "Trashed" – 4:16
2. "Stonehenge" – 1:58
3. "Disturbing the Priest" – 5:49
4. "The Dark" – 0:45
5. "Zero the Hero" – 7:35

Sida B
1. "Digital Bitch" – 3:39
2. "Born Again" – 6:34
3. "Hot Line" (Iommi, Gillan, Butler) –  4:52
4. "Keep It Warm" (Iommi, Gillan, Butler) –  5:36

## Musiker
- Ian Gillan – sång
- Tony Iommi – gitarr, flöjt
- Geezer Butler – elbas
- Bill Ward – trummor
- Geoff Nicholls – keyboard